# Peucetia pulchra
Peucetia pulchra là một loài nhện trong họ Oxyopidae.
Loài này thuộc chi Peucetia. Peucetia pulchra được John Blackwall miêu tả năm 1865.